# Мисс Вселенная 1954
Мисс Вселенная 1954 (англ. Miss Universe 1954) — 3-й ежегодный конкурс красоты, состоявшийся 24 июля 1954 года в Long Beach Municipal Auditorium, Лонг-Бич, Калифорния, США. За победу на нём соревновалось 33 претендентки. Победительницей стала Мисс США, 21-летняя Мириам Стивенсон. Она стала первой участницей из США, которая выиграла на этом конкурсе.

## Результаты
| Финальные результаты | Участница |
| -------------------- | --- |
| Мисс Вселенная 1954  | - США — Мириам Стивенсон |
| 1-я вице-мисс        | - Бразилия — Марта Роча |

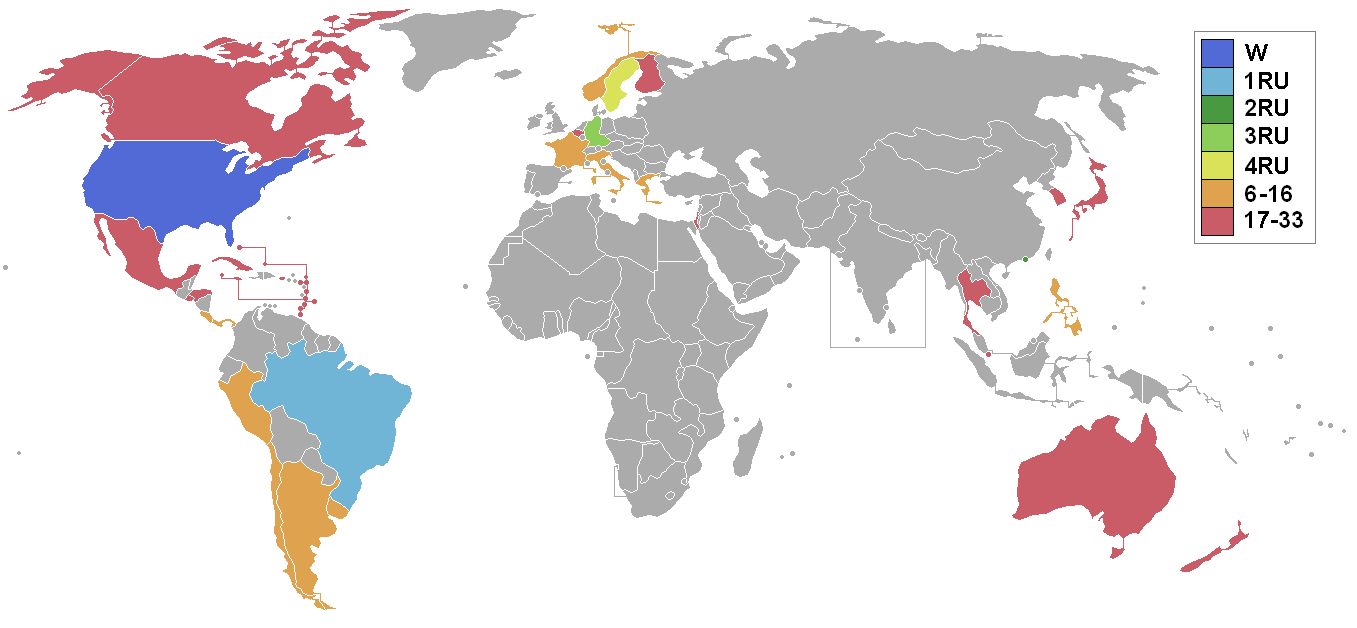
Страны-участницы конкурса «Мисс Вселенная» 1954 года

Кристиан Мартель коронует Мириам Стивенсон

| 2-я вице-мисс        | - Гонконг — Вирджиния Ли Вайцзянь |
| 3-я вице-мисс        | - Германия — Регина Эрнст |
| 4-я вице-мисс        | - Швеция — Рагнхильд Олауссон |
| Топ 16               | - Аргентина — Ивана Кислингер - Греция — Рика Диалина - Италия — Мария Палиани - Коста-Рика — Мариан Маккиоун - Норвегия — Мона Сторнес - Панама — Лилиана Торре - Перу — Изабелья Данкуарт - Уругвай — Ана Морено - Филиппины — Блесильда Окампо - Франция — Жаклин Беэр - Чили — Глория Месина |

### Специальные награды
| Премия                             | Участница                     |
| ---------------------------------- | ----------------------------- |
| Мисс Дружелюбие                    | - Греция — Эфи Андрулакаки[^] |
| Самая популярная девушка на параде | - Монтана — Дон Оуни[^]       |

^ Мисс Греция, Рика Диалина, не смогла вовремя въехать в США из-за проблем с визой. Эфи Андрулакаки, вице-мисс на национальном конкурсе, заменила её. Она получила награду до того, как Рика Диалина смогла решить вопросы с приездом. После прибытия Диалины она покинула конкурс, отвергнув предложение организаторов участвовать как «Мисс Крит».
^  Поскольку конкурсы «Мисс Вселенная» и «Мисс США» проводились совместно, кандидатки обоих состязаний имели право претендовать на специальные награды.

## Участницы
| Страна         | Фото | Участница                                             | Дата рождения | Родной город      |
| -------------- | ---- | ----------------------------------------------------- | ------------- | ----------------- |
| Австралия      |      | Ширли Блисс (Shirley Bliss)                           |               |                   |
| Аляска         |      | Мюриэл Хагберг (Muriel Hagberg)                       |               |                   |
| Аргентина      |      | Ивана Кислингер (Ivana Olga Kislinger)                |               |                   |
| Бельгия        |      | Кристиан Дарнай Некартс (Christiane Darnay Neckaerts) |               |                   |
| Бразилия       |      | Марта Роча (Maria Martha Hacker Rocha)                | 19.09.1932    | Салвадор          |
| Германия       |      | Регина Эрнст (Regina Ernst)                           |               |                   |
| Гонконг        |      | Вирджиния Ли Вайцзянь (Virginia Lee Wai-Chun)         |               |                   |
| Гондурас       |      | Лилиам Падилья (Lilliam Padilla)                      |               |                   |
| Греция         |      | Рика Диалина (Rika Dialina)                           | 08.08.1934    | Ираклион          |
| Израиль        |      | Авива Пээр (Aviva Pe’er)                              |               |                   |
| Италия         |      | Мария Тереза Палиани (Maria Teresa Paliani)           |               |                   |
| Канада         |      | Джойс Мэри Лэндри (Joyce Mary Landry)                 |               |                   |
| Корея          |      | Кхэ Сонхэ (Kae Sun-hae)                               |               |                   |
| Коста-Рика     |      | Мариан Маккиоун (Marian Esquivel McKeown)             | 06.09.1936    | Кармен (Сан-Хосе) |
| Куба           |      | Изис Финлей (Isis Margarita Finlay García)            | 15.09.1934    |                   |
| Мексика        |      | Эльвира Оливейра (Elvira Castillo Olivera)            |               |                   |
| Новая Зеландия |      | Моана Мэнли (Moana Manley)                            | 28.10.1935    | Роторуа           |
| Норвегия       |      | Муна Сторнес (Mona Stornes)                           |               |                   |
| Панама         |      | Лилиана Торре (Liliana Torre)                         |               |                   |
| Перу           |      | Изабелья Данкуарт (Isabella León Velarde Dancuart)    |               |                   |
| Пуэрто-Рико    |      | Люси Сантьяго (Lucy Santiago)                         |               |                   |
| Сальвадор      |      | Мирна Ороско (Myrna Ros Orozco)                       |               |                   |
| Сингапур       |      | Марджори Ви (Marjorie Wee)                            |               |                   |
| США            |      | Мириам Стивенсон (Miriam Stevenson)                   | 04.07.1933    | Уинсборо          |
| Таиланд        |      | Амара Асавананда (Amara Asavananda)                   | 06.05.1937    | Бангкок           |
| Уругвай        |      | Ана Морено (Ana Moreno)                               |               |                   |
| Филиппины      |      | Блесильда Окампо (Blesilda Mueler Ocampo)             |               |                   |
| Финляндия      |      | Ленита Айристо (Lenita Airisto)                       | 01.01.1937    | Хельсинки         |
| Франция        |      | Жаклин Беэр (Jacqueline Beer)                         | 14.10.1932    | Париж             |
| Чили           |      | Глория Месина (Gloria Legisos Mesina)                 |               |                   |
| Швеция         |      | Рагнхильд Улауссон (Ragnhild Olausson)                |               |                   |
| Ямайка         |      | Эвелин Лора Андраде (Evelyn Laura Andrade)            |               |                   |
| Япония         |      | Миэко Кондо (Mieko Kondo)                             | 10.01.1936    | Нагоя             |

## Дополнительно

### Дебютировали
| - Аргентина - Бразилия - Гондурас - Корея - Коста-Рика | - Новая Зеландия - Сальвадор - Сингапур - Таиланд - Колония Ямайка (как Мисс Британская Вест-Индия) |

### Вернулись
- Чили, Куба, Гонконг и Израиль последний раз участвовали в 1952 году.

### Отказались
- Австрия
- Венесуэла
- Дания
- Швейцария
- Южно-Африканский Союз

### Не участвовали
- Гавайи — Капиолани Миллер